# Bourg-Bruche

Bourg-Bruche este o comună în departamentul Bas-Rhin, Franța. În 1 ianuarie 2022 avea o populație de 380 de locuitori.